# Howard McGhee
Pour les articles homonymes, voir McGhee.
Howard McGhee est un trompettiste de jazz américain, né le 6 mars 1918 à Tulsa en Oklahoma et mort le 17 juillet 1987 à New York dans l'État de New York.

## Biographie
Il adopte en 1935 la trompette après s'être essayé à la clarinette et au saxophone. Après avoir travaillé avec Leonard Gray et le chanteur Jimmy Raschel en 1940 il est engagé dans l'orchestre de Lionel Hampton en 1941 puis ceux d'Andy Kirk et de Charlie Barnet en 1942-43. Il se produit dans les années suivantes avec Billy Eckstine, Count Basie, Coleman Hawkins. Il enregistre en 1946 le célèbre Lover man avec Charlie Parker puis il monte un octet en Californie en 1946-47 avec Charlie Parker, Teddy Edwards et Sonny Stitt. Il  participe aux concerts du Jazz at the Philharmonic puis se produit en 1948 au Festival de Jazz à Paris. Il fait une tournée en extrême-orient en 1951-52 avec Oscar Pettiford. Dans les années 1960-70 il fait quelques brèves apparitions dans l'orchestre de Duke Ellington.

## Discographie

### En tant que leader/co-leader
- 1946-7: Trumpet at Tempo (Dial) released 1996
- 1948: The Howard McGhee Sextet with Milt Jackson (Savoy) released 1955
- 1955: The Return of Howard McGhee (Bethlehem)
- 1956: Life Is Just a Bowl of Cherries (Bethlehem)
- 1960: Dusty Blue (Bethlehem)
- 1961: Together Again!!!! (Contemporary) - avec Teddy Edwards
- 1961: Maggie's Back in Town!! (Contemporary)
- 1961: The Sharp Edge (Fontana)
- 1963: Nobody Knows You When You're Down and Out (United Artists)
- 1963: House Warmin'! (Argo)
- 1976: Here Comes Freddie (Sonet) - avec Illinois Jacquet
- 1976: Just Be There (Steeplechase) avec Horace Parlan, Kenny Clarke
- 1977: Jazzbrothers (Storyville)
- 1978: Home Run (Storyville)
- 1979: Wise in Time (Storyville)

### En tant que sideman
Avec Dexter Gordon
- Bopland: The Legendary Elks Club Concert, L.A. 1947 (Savoy Jazz, 2004)

Avec James Moody
- Cookin' the Blues (Argo, 1961)

Avec Don Patterson
- Boppin' & Burnin' (Prestige, 1968)

Avec Joe Williams
- At Newport '63 (RCA Victor, 1963)